# Colina 80

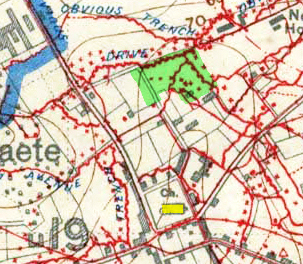
El sistema de Protección y zanjas (rojo) en Wytschaete con el área de excavación de hoy de la Colina 80 (verde) y la iglesia (amarillo), 1917

La Colina 80 fue utilizada  como posición militar durante la Primera Guerra Mundial entre 1914 y 1917, localizada en el pueblo de Wijtschate, Flandes Occidental, Bélgica (Frente Occidental) La posición formó parte de la guerra de trincheras que sucedió en la zona, dominada por el Imperio Alemán. En  2018, un equipo internacional de arqueólogos, historiadores y excavadores voluntarios emprendieron una excavación de crowdfunding.

## Ubicación

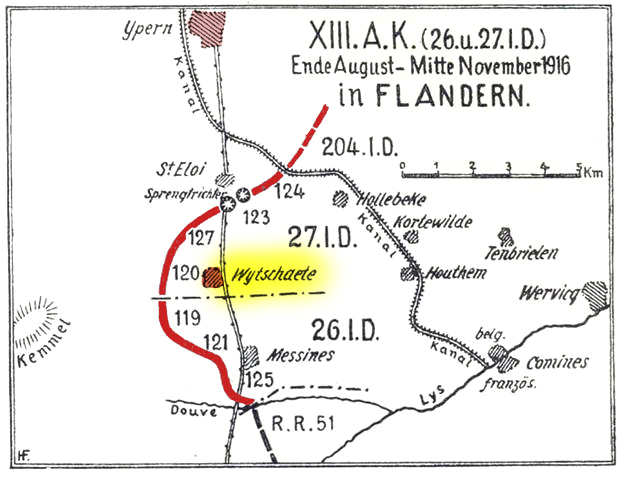
Wytschaete-Bogen, 1916

La posición en la "Colina 80" estaba ubicada aproximadamente en el medio del abultamiento frontal de aproximadamente 15 km del arco Wytschaete, al que se unió el norte de Ypresarps. Estaba en la larga cresta entre Messines y Wytschaete en una elevación de 80 metros sobre el nivel del mar,de ahí su nombre. El área de la posición anterior se encuentra a unos 200 metros al norte del centro de Wijtschate con la iglesia, que se encuentra en el punto más alto del lugar. Desde la posición del arco podía verse la ciudad de Ypres por lo que el fuego de artillería alemán podía dirigirse hacia el área enemiga. Desde el oeste, en Kemmelberg (159 metros sobre el nivel del mar), a menudo provenía de fuego de artillería, el lugar estaba a unos 3 km de distancia.

## Historia

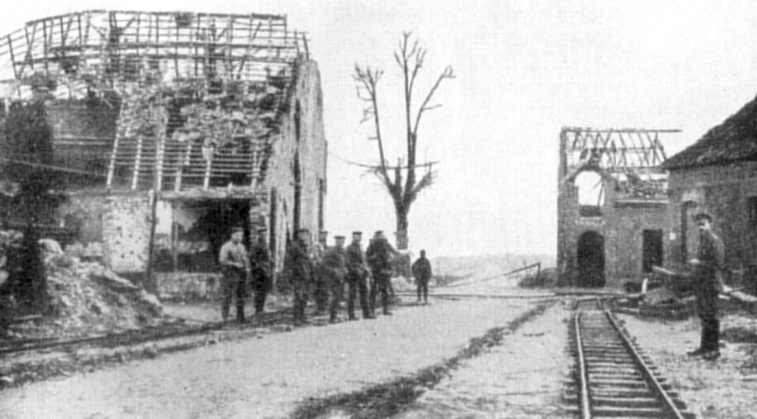
Calle principal de Wytschaete, 1916

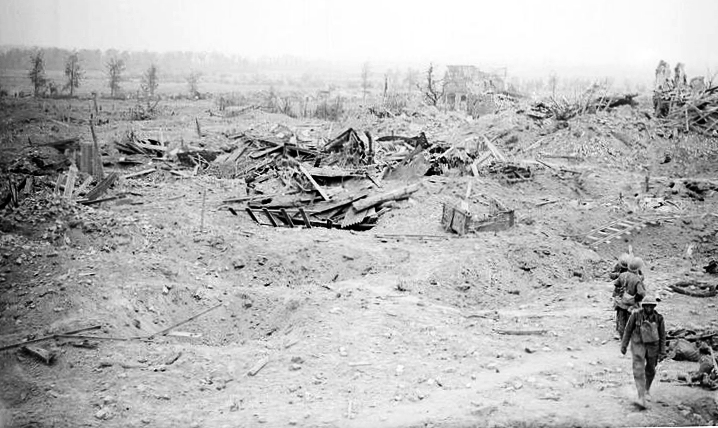
La ciudad destruida de Vytschaete después de la Batalla del Arco de Wytschaete, 1917

El lugar fue ocupado por las tropas alemanas de Wytschaete en la Primera Batalla de Flandes a principios de noviembre de 1914 después de una feroz lucha contra las unidades francesas. Los alemanes se establecieron en la cresta estratégicamente importante entre Messines y Wytschaete, debajo de la cual estaba la primera línea del arco de Wytschaete.
Los alemanes reforzaron la ciudad de Wytschaete para protegerse de ataques militares. El resultado fue un extenso sistema de búnkeres, zanjas y túneles rodeados por barreras de alambre de púas. Esto también incluye la posición que se encuentra en las afueras "la Colina 80". Incluyeron trincheras y zanjas, edificios, un centro de comando con un búnker, puestos de observación y conexiones de túneles a la línea del frente, que estaba a uno o dos kilómetros de distancia.
Durante la Tercera Batalla de Flandes, las tropas aliadas invadieron la ciudad en la Batalla de Wytschaete después de devastar las minas cercanas y también tomaron en junio de 1917 la "Colina 80". El terreno ganado en el avance fue de solo unos pocos kilómetros.
En abril de 1918, durante la Cuarta Batalla de Flandes, las tropas alemanas reconquistaron Wytschaete y también avanzaron hacia Kemmelberg. Después de eso, los Aliados finalmente capturaron la "colina 80" en septiembre de 1918 durante la ofensiva de Wytschaete Hunderttage. El lugar fue destruido casi por completo en el curso de la guerra por fuego de artillería y el ambiente se asemejó al de los cráteres en un paisaje lunar. El terreno de la posición en "la Colina 80" se ha mantenido prácticamente intacto desde el final de la Primera Guerra Mundial, a excepción de las trincheras, que fueron rellenadas.

## Excavación
En 2018, en el área de la posición inicial, se excavó la "Colina 80". Involucró a arqueólogos, historiadores y buscadores voluntarios de varios países. La investigación de dos meses se llevó a cabo en un sitio de 1.1 acres, en el cual se planea la construcción de edificios residenciales. El sitio ya era el centro de atención en 2015 por los historiadores y arqueólogos, ya que llegó al proyecto de excavación para excavaciones de prueba con la búsqueda de restos históricos de tierra. Las reliquias de guerra descubiertas, como municiones y equipos militares, pueden esperar hallazgos enriquecidos.
La excavación, que puede atribuirse a la arqueología moderna, sirvió, por una parte, para obtener una idea de la construcción y el funcionamiento de la posición. Por otro lado, se usó para salvar a las bajas alemanas y británicas que aún permanecían allí, con el fin de identificarlas y enterrarlas dignamente en otros lugares.
Según los arqueólogos, la importancia especial del área de descubrimiento es que el área no ha sufrido intervenciones importantes o usos agrícolas desde 1918, por lo que la "Colina 80" es una especie de "Pompeya de la Primera Guerra Mundial".

### Resultados
Los arqueólogos descubrieron de tres a cuatro áreas intactas de sótanos de edificios y un búnker en el sótano de un edificio, que interpretan como antiguas sedes. Los edificios eran un antiguo molino y la casa del molinero que se había convertido. Las partes originales del edificio y las instalaciones militares posteriores podrían distinguirse sobre la base del material de piedra utilizado. Mientras que los componentes más antiguos consistían en material de ladrillo rojo, las instalaciones militares estaban hechas de materiales de construcción ligeros, como bloques de hormigón y hormigón.
Entre los hallazgos de la excavación se encontraban alrededor de 1500 artículos, incluidas granadas, bayonetas y cascos de acero. Está previsto exhibirlo después de una restauración en museos regionales sobre la historia de la Primera Guerra Mundial en Flandes. En el sitio de la excavación, se encontraron los restos mortales de 81 soldados, en su mayoría alemanes. Las investigaciones forenses sobre los huesos de los soldados caídos se llevan a cabo por la Universidad Británica de Cranfield.
El proyecto de excavación se denominó "Dig Hill 80 Project Whitesheet 2018" y "Project 80 White Whitesheet 2018". Los iniciadores fueron arqueólogos belgas del campo de batalla y un historiador militar británico y alemán. El proyecto de excavación fue patrocinado por algunas celebridades, como el comediante británico Al Murray.
Como se seleccionó el tipo de financiamiento micromecenazgo, porque el estado belga no proporcionó fondos para una excavación más grande y el constructor no pudo pagar los altos costos. La financiación requiere alrededor de 250,000 euros. A finales de 2017, casi 2.700 donantes recaudaron alrededor de 178.000 euros. Además, la excavación fue apoyada financieramente por los trabajadores de la excavación que pagaron por su participación en el trabajo de excavación. 